# Блэкмор, Ричи
Ричард Хью «Ри́чи» Блэ́кмор (англ. Richard Hugh "Ritchie" Blackmore; род. 14 апреля 1945, Уэстон-сьюпер-Мэр, Англия) — британский гитарист и автор песен. Блэкмор был одним из основателей хард-рок группы Deep Purple. После ухода из Deep Purple в 1975 году основал группу Rainbow, также игравшую хард-рок. С 1997 года Блэкмор играет в фолк-рок проекте Blackmore’s Night, который он сформировал со своей женой Кэндис Найт.
Блэкмора считают одним из самых значительных и влиятельных гитаристов XX века, он включён во многие списки «лучших рок-гитаристов всех времён» по версиям журналов Classic Rock, Guitar World, Kerrang!, Total Guitar, Guitar Player, Melody Maker, Vintage Guitar, Treble Magazine и Rolling Stone.

## Биография

### Ранние годы
Блэкмор родился в больнице Аллендейла, в Уэстон-сьюпер-Мэре, графство Сомерсет, он стал вторым сыном Льюиса Джея Блэкмора и Вайолет Блэкмор (урождённая Шорт). Когда Блэкмору было два года, семья переехала в Гестон, графство Мидлсекс. В 11 лет отец купил ему первую гитару, однако настояв на определённых условиях, которые заключались в том, чтобы Ричи научился играть правильно, поэтому в течение года он брал классические уроки игры на гитаре.
В интервью журналу «Sounds» в 1979 году Блэкмор сказал, что играть на гитаре он начал, потому что

Это был такой красивый инструмент и к нему было просто приятно прикасаться. Я хотел быть похожим на Томми Стила, который прыгал и играл. Я думал, это и есть жизнь. Это не имело ничего общего с людьми, которые пытались воспитывать меня или указывать мне, каким я должен расти. Моей мечтой было, что однажды они сказали бы: «Да, Ричард был ужасным учеником, но он прекрасно играет на гитаре». Единственное, что у меня общего с панками, которые меня вовсе не волнуют, это то, что мне не нравилось моё детство, другие люди, и я терпеть не мог школу. Я ненавидел своих учителей".

В то время в школе Блэкмор занимался спортом, в том числе метанием копья. Ричи бросил школу в возрасте 15 лет и начал работать помощником механика на радио близлежащего аэропорта Хитроу, чтобы накопить денег на свою первую настоящую электрогитару Höfner Club 50. В свободное время он брал уроки на электрогитаре у сессионного гитариста Биг Джима Салливана, который жил в то время всего в одной автобусной остановке от дома Блэкмора.
В качестве своих ранних музыкальных увлечений Ричи отмечает Элвиса Пресли, Томми Стила, Дуэйна Эдди, Бадди Холли, Клиффа Ричарда, The Shadows и Хэнка Б. Марвина, позднее — Джанго Рейнхардта, Джеймса Бёртона, Уэса Монтгомери и Леса Пола.

## Карьера

### 1960-е
Его первая группа, The Dominators, была сформирована со школьным другом, барабанщиком Миком Андервудом; другие, с такими именами, как Satellites и Mike Dee & The Jaywalkers до 1962 года, не принесли ему большого успеха.
В 1960-е годы он начал работать в качестве сессионного музыканта на музыкальных постановках продюсера Джо Мика и выступать в нескольких группах. В период с октября 1962 по апрель 1964 года он был участником группы The Outlaws, которые записывались как и в студии, так и давали живые концерты. Блэкмор и группа выступали в качестве сессионных музыкантов, просто ожидая вокруг студии, в то время как Джо Мик вводил в комнату другого молодого надежду или старого профессионала для записи. И, когда их не было в студии, Outlaws были в туре, поддерживая того или иного протеже Мика или, в течение нескольких недель в течение 1964 года, сопровождая легендарного Джина Винсента, когда тот предпринимал еще одно из своих периодических возвращений.
В это время Ричи познакомился с Дереком Лоуренсом, который впоследствии станет продюсером трёх первых альбомов Deep Purple. Помимо этого, он играл с певицей Глендой Коллинз, с немецким поп-певцом Хайнцем (на его хите «Just Like Eddie»), и с другими. Также он выступал на концертах у Скриминг Лорд Сатча и бит-певца Нила Кристиана. Блэкмор выпустил свой первый сольный сингл «Little Brown Jug» в 1965 году, а затем, путешествуя с концертами, Ричи оказался в Германии, где основал и собственный коллектив The Three Musketeers, просуществовавший лишь два месяца (с декабря 1965 по январь 1966 года) и давший всего лишь один концерт в Мюнхене.
Блэкмор присоединился к Deep Purple в 1968 году, его пригласил Крис Кёртис, который выступил создателем группы (хотя Кертис ушёл ещё перед тем, как группа целиком сформировалась).
Раннее звучание Purple было ориентировано на психоделический и прогрессивный рок, но также они записали несколько популярных хитов. Первый состав с Родом Эвансом продержался до середины 1969 года и записал три студийных альбома. В течение этого периода органист Джон Лорд выступал в качестве лидера группы, и написал большую часть их оригинального материала.

### 1970-е

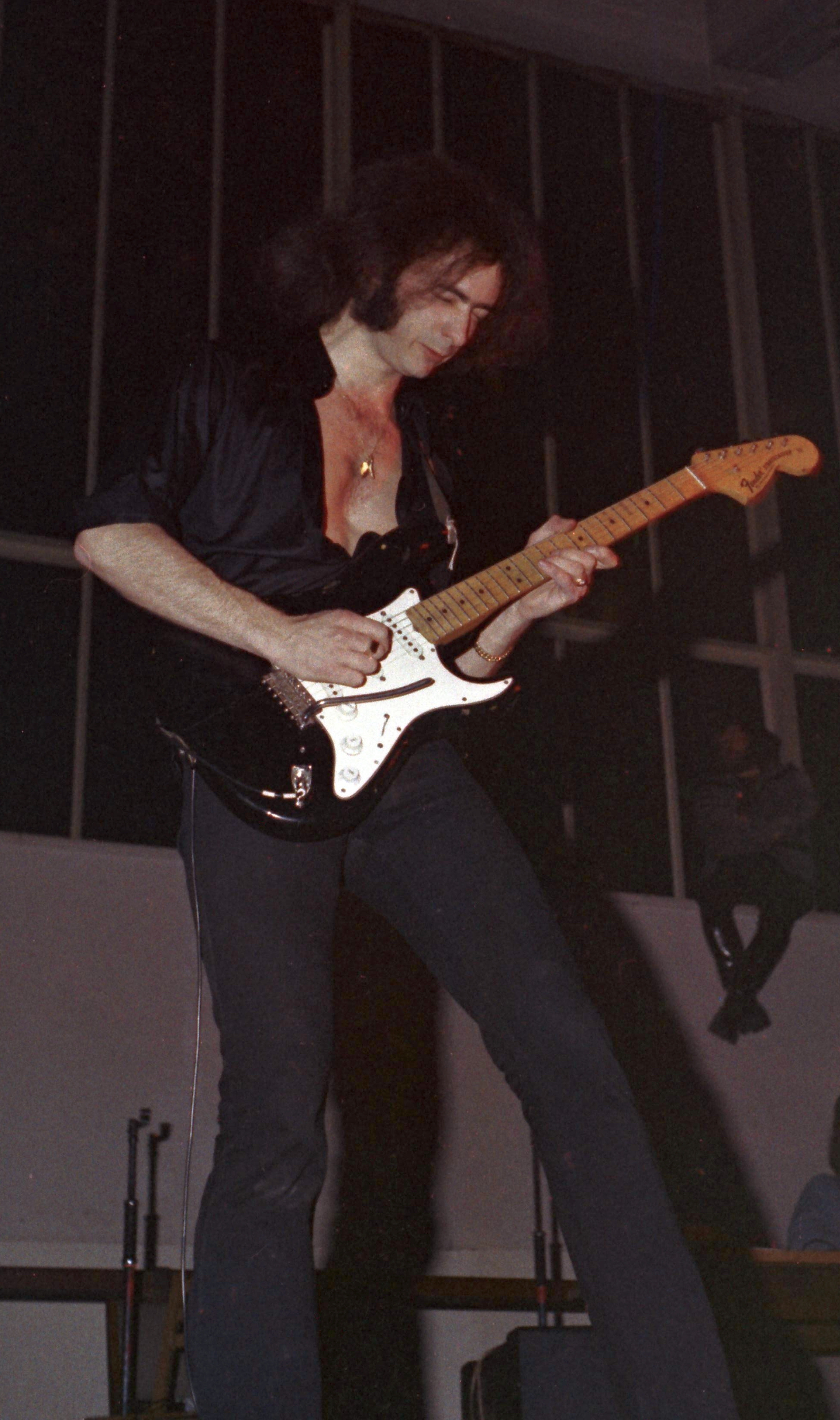
Гамбург, 1971 год

Блэкмор был под большим впечатлением от групп Vanilla Fudge и Mountain", и первый студийный альбом второго состава Purple, In Rock (1970), обозначил переход звучания группы из прогрессивного рока в хард-рок.
Второй состав при участии вокалиста Яна Гиллана держался до середины 1973 года, за этот период было выпущено четыре студийных альбома и два концертных альбома. Этот состав записывал песни в ходе джем-сессий, и композиторами теперь выступали все пять участников. Позже Блэкмор заявил: «Я не переживал за структуру песен. Я просто хотел играть как можно больше шума, как можно быстрее и как можно громче».
В третий состав на вакансию вокалиста был приглашён блюз-рок-певец Дэвид Ковердейл. Этот состав просуществовал до середины 1975 года и выпустил два студийных альбома. Блэкмор покинул группу, собрав новый проект Rainbow.

В 1974 году Блэкмор брал уроки виолончели у Хью Макдауэлла из ELO. Блэкмор позже заявлял, что игра на другом музыкальном инструменте оживляет, потому что это приключение полное неожиданностей, неизвестно какой аккорд он воспроизведет или в каком ключе сыграет. 

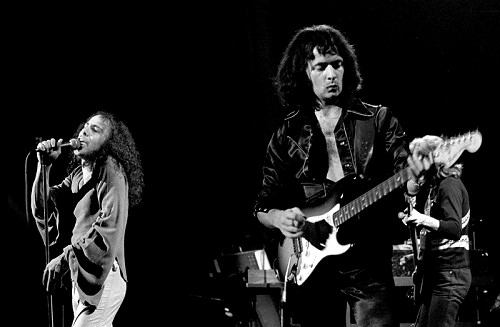
Rainbow в 1977 году: Дио, Блэкмор и Дейсли

Блэкмор изначально планировал записать сольный альбом, но вместо этого в 1975 году основал свою собственную группу «Ritchie Blackmore’s Rainbow», название потом сократилось до «Rainbow». В первый состав группы входили вокалист Ронни Джеймс Дио и музыканты из его блюз-рок группы Elf, однако этот состав никогда не выступал вживую. Дебютный одноимённый альбом Ritchie Blackmore’s Rainbow был выпущен в 1975 году, Rainbow первоначально предполагали разовое сотрудничество, но успех их дебюта перерос в серию релизов и длительных гастролей. Музыка Rainbow была частично вдохновлена элементами средневековой и барочной музыки, в связи с тем, что Блэкмор начал играть на виолончели. В течение этого периода Блэкмор написал много вокальных партий Дио, в частности в их дебютном альбоме. Вскоре после записи первого альбома Блэкмор уволил прежних музыкантов из Elf и пригласил новых для записи второго альбома Rising (1976) и концертного альбома On Stage (1977). Rising изначально был объявлен под названием «Blackmore’s Rainbow» в США. После выхода нового альбома Long Live Rock 'n' Roll (1978) и концертного тура Дио покинул Rainbow из-за «творческих разногласий» с Блэкмором, которому не нравился лирический стиль песен Дио, ориентированный на тематику фэнтези.
В 1979 году группа выпустила новый альбом под названием Down To Earth, на котором в качестве вокалиста фигурировал Грэм Боннет. Во время сочинений материала, Боннет написал свои вокальные партии, хотя его авторство в итоге не было указано. Альбом получился коммерчески звучащим, что значительно продвинуло успех Rainbow, а сингл «Since You Been Gone» (кавер на Раса Балларда) стал хитом.

### 1980-е
На следующем альбоме Rainbow, Difficult to Cure (1981) у микрофонной стойки оказался вокалист Джо Линн Тернер. Заглавный инструментальный трек с этого альбома — обработка «Девятой симфонии» Бетховена с импровизацией, написан совместно с клавишником Доном Эйри. Блэкмор как-то сказал: «я нахожу блюз слишком ограниченным — при всём уважении к Би Би Кингу, — а академическую музыку слишком дисциплинированной. Я всегда застревал в музыкальном нейтралитете». Альбом продолжил коммерциализацию звука группы с подачи Блэкмора, который в то время увлекался AOR группой Foreigner. Музыка сознательно писалась с расчётом попасть на радио, что привело к отчуждению многих фанатов раннего периода Rainbow.
Альбом Straight Between the Eyes (1982) включал в себя хит «Stone Cold», затем последовал альбом Bent Out of Shape (1983), с хитом «Street of Dreams». В 1983 году, Rainbow были номинированы на премию Грэмми за инструментальную балладу Блэкмора «Anybody There». Однако в 1984 году Rainbow расформировались, на тот момент последним альбомом Rainbow был Finyl Vinyl, состоящий из концертных записей и B-сайдов различных синглов.
В 1984 году Блэкмор присоединился к реюниону второго состава Deep Purple и записал новый материал. Воссоединенный состав просуществовал до 1989 года, выпустив два студийных альбома и один концертный альбом. Тем не менее, второй студийный альбом реюниона The House of Blue Light (1987) звучанием был схож с музыкой Rainbow. Во время 1987—1988 тура Блэкмор неоднократно неохотно исполнял «Smoke On The Water», а вокал Яна Гиллана оказался слабее, чем ожидала аудитория.

### 1990-е
Иэн Гиллан был уволен, и в новый состав вошёл Джо Линн Тёрнер, который записал с Deep Purple альбом Slaves & Masters (1990). Во время этого периода Тёрнер выступал соавтором записываемого материала.
В дальнейшем второй состав воссоединился во второй раз в конце 1992 года и выпустил один студийный альбом The Battle Rages On… (1993). В целом, традиционное звучание Purple вернулось, но гитарные риффы иногда звучали подобно Def Leppard. Во время последующего промотура, в ноябре 1993 года, Блэкмор покинул группу навсегда. Доигрывал оставшиеся концерты гитарист Джо Сатриани. Объясняя причины своего ухода из Deep Purple, Ричи Блэкмор заявил:
«У меня был стресс, связанный с бесконечными переездами и необходимостью играть рок-н-ролл; постоянные попытки придумать различные дополнения для тяжелых риффов, которые могут быть скучными. Я становился несвежим, играя один и тот же тип музыки: хэви-рок ради игры хэви-рока»
— Ричи Блэкмор, Ultimate Classic Rock
Блэкмор решил восстановить Rainbow с новыми участниками в 1994 году, пригласив вокалиста Дуги Уайта. Записав один альбом под названием Stranger In Us All в 1995 году, который первоначально предполагался как сольный альбом, но из-за давления звукозаписывающей компании запись вышла под вывеской Ritchie Blackmore’s Rainbow. Хотя Дуги Уайт отличался от предыдущих вокалистов Rainbow, звучание альбома напоминало старую версию Rainbow с Дио. Это был восьмой студийный альбом Rainbow, после перерыва в 12 лет с момента выпуска Bent Out Shape, он является последним альбомом Блэкмора, записанном в стиле хард-рок. Последовало мировое турне, включая и Южную Америку. Затем Блэкмор вновь расформировал Rainbow после его заключительного концерта в 1997 году. Блэкмор позже сказал: «Я не хочу находиться постоянно в турах».
На протяжении всех лет в Rainbow постоянно менялся состав для записи каждого последующего альбома, Блэкмор был единственным постоянным участником группы. Успех Rainbow умеренный, продажи по всему миру оцениваются в более чем 28 миллионов альбомов копий, в том числе 4 млн продаж альбома в США.
В 1997 году Блэкмор, со своей подругой Кэндис Найт в качестве вокалистки, сформировал традиционный фолк-рок дуэт Blackmore’s Night. Начиная примерно с 1995 года, они уже работали над своим дебютным альбомом Shadow of the Moon (1997). Блэкмор однажды описал их творческий тандем «Майк Олдфилд и Эния». Блэкмор в основном играл на акустической гитаре, исполняя роль фона изящного вокала Найт. Блэкмор сам написал для неё вокальные партии. Найт отмечала: «Когда он поёт, он поёт только для меня». В результате его новый проект позиционировал вокал как основной элемент.
«Если вы пытаетесь играть слишком технично, вы что-то теряете в музыке — как будто вы играете для другого гитариста. Мне нравится играть для людей. Я в последнюю очередь думаю о гитаре, когда пишу. Самое главное для меня — это вокал, затем аранжировка, затем песня. И да, должно быть гитарное соло. Но для многих игроков всё вращается вокруг соло».
— Ричи Блэкмор, Guitar.com
Они записали оригинальный материал и каверы. Музыкальный стиль группы вдохновлён музыкой эпохи Возрождения в сочетании с лирикой Найт на тематику любви. Второй альбом под названием Under A Violet Moon (1999) был выполнен в том же духе фолк-рока, с доминирующим вокалом Найт, который оставался характерной особенностью стиля группы. Заглавный трек текст частично написан Блэкмором. «Вайолет» — имя его матери, а «Мун» — фамилия его бабушки.

### 2000-е — настоящее время

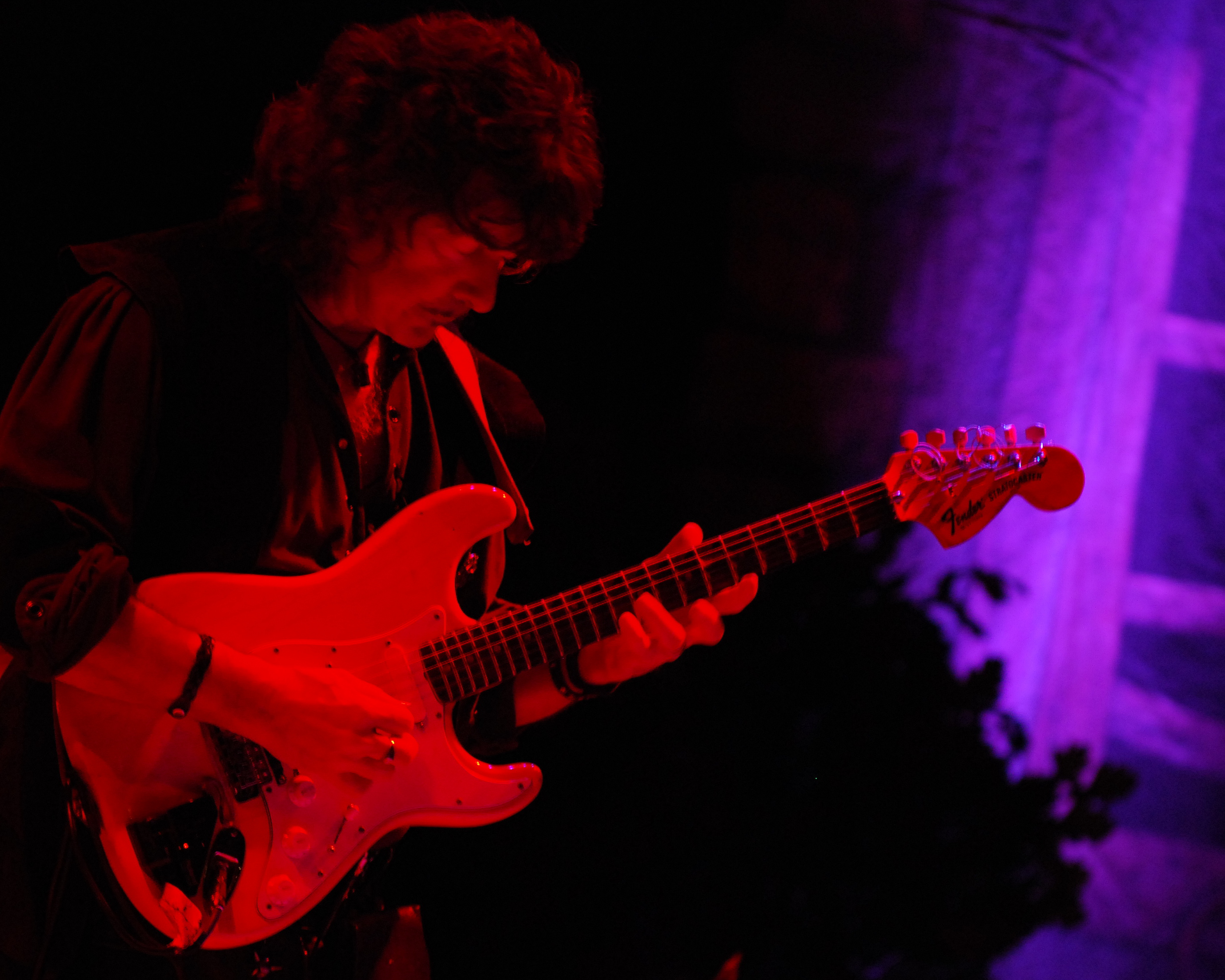
House of Blues, 2009 год

Последующие альбомы, в частности Fires at Midnight (2001), включал в себя кавер на песню «The Times They Are a Changin'» Боба Дилана, также можно услышать как Блэкмор использует электрическую гитару в музыке, не отходя от направления фолк-рока. Концертный альбом Past Times with Good Company был выпущен в 2002 году. Затем вышел официальный сборник Beyond the Sunset: The Romantic Collection в 2004 году, он содержал в себе музыку из четырёх студийных альбомов. Рождественский альбом Winter Carols был выпущен в 2006 году. Состав неоднократно менялся, в общей сложности составив 26 человек. Блэкмор иногда играл на ударных в студии звукозаписи. Blackmore’s Night не проводят большие туры и типичные рок-концерты на площадках, ограничиваясь концертами в небольших уютных местах. В 2011 году Найт заявила: «Мы отклонили много больших туровых предложений». Блэкмор продолжает выступать главным автором всех композиций. На сегодняшний день они выпустили десять студийных альбомов.
В 2015 году он объявил о своем намерении сыграть «рок-концерты» в Европе в июне 2016 года. Он сказал, что выступления будут содержать «лучшие хиты» Deep Purple и Rainbow, и что группа из музыкантов собрана. Вдохновением для концертов послужило, как он сказал, его семидесятилетие и артрит. Он добавил, что по «большей части» причиной для выступлений послужила ностальгия, но это «не единственная причина». Группа выступает под прежним названием Rainbow, в новый состав вошли вокалист Ронни Ромеро, клавишник Йенс Юханссон и бас-гитарист Боб Куриано (под именем Боб Нуво). Первый концерт прошел в Лондоне на O2 Арене в июне 2017 года в рамках Stone Free Festival; на разогреве выступала группа Sweet. После удачного выступления было принято решение продолжить гастрольную деятельность. В последующем туре с 2017 по 2019 гг. были даны концерты в России, Финляндии, Швеции, Испании и других странах.
В 2016 году Ричи Блэкмор был введён в Зал славы рок-н-ролла как участник группы Deep Purple. При этом сам гитарист не принимал участия в торжественной церемонии по этому поводу. По словам Блэкмора он счёл за честь стать членом Зала славы и рассматривал возможность участия в церемонии, однако менеджер Deep Purple Брюс Пэйн ответил на это отказом. Сам Брюс Пэйн отрицал свой запрет Блэкмору участвовать в церемонии.

## Личная жизнь
В мае 1964 года Блэкмор женился на немке Маргрит Волькмар (р. 1945). Они жили в Гамбурге в конце 1960-х годов. Их сын Юрген (р. 1964) стал гитаристом и создал трибьют-группу Over The Rainbow. После их развода Блэкмор женился на Барбель Харди — бывшей немецкой танцовщице, в сентябре 1969 года, до их развода в начале 1970-х. В результате этих браков он свободно владеет немецким языком.
Чтобы избежать уплаты налогов, Блэкмор переехал в США в 1974 году. Первоначально он жил в Окснарде, штат Калифорния, с оперной певицей Шошаной Файнштейн, в течение одного года. Её можно услышать на бэк-вокале в двух песнях дебютного альбома Rainbow. В течение этого периода, он очень увлекался европейской классической музыкой и поп-музыкой, посвящая музыке около трех четвертей своего личного времени. Блэкмор как-то сказал: «Это трудно соотнести с роком. Я слушаю очень внимательно модели, которые играет Бах. Мне нравится непосредственная, драматическая музыка». После отношений с другой женщиной, Кристиной, Блэкмор встретил Эми Ротман в 1978, и переехал в Коннектикут. Он женился на Ротман в 1981 году, но они развелись в 1983 году. После развода у него были отношения с Тамми Уильямс. В начале 1984 Блэкмор встретил Уильямс в городе Чаттануга, штат Теннесси, где она работала сотрудником отеля. В том же году он купил свой первый автомобиль, научившись водить в 39 лет.
Блэкмор и на тот момент фотомодель Кэндис Найт стали жить вместе в 1991 году, а в 1993 году они переехали в её родной Лонг-Айленд. Спустя почти пятнадцать лет, в 2008 году, они поженились. Найт заявила: «Он делает меня моложе, а я стремительно делаю его старше».
27 мая 2010 года у них родилась дочь Отэм Эсмеральда, а 7 февраля 2012 года родился сын Рори Д’Артаньян. Также у них живут две кошки.
Блэкмор любит крепко выпить, играет в футбол один раз в неделю и любит смотреть телевизор, в частности немецкие каналы по спутниковой антенне («тарелке»), когда он находится дома. У него есть много друзей из Германии и сборник, состоящий примерно из 2000 компакт-дисков музыки эпохи Возрождения, барокко и других музыкальных эпох.

## Оборудование и гитары
В начале 1960-х в возрасте 16 лет Ричи Блэкмор купил свою первую профессиональную электрогитару Gibson ES-335 красного цвета за 30 шиллингов. Он зашёл в музыкальный магазин, принадлежавший Джиму Маршаллу, с намерением приобрести гитару Gretsch Jet Firebird, но будущий создатель усилителей Marshall убедил Ричи купить Gibson. Эта гитара сопровождала его на протяжении 60-х годов, от The Outlaws до прорывного альбома Deep Purple 1970 года, In Rock.
В 1969 году Ричи приобрёл гитару Fender Stratocaster чёрного цвета, ранее принадлежавшую Эрику Клэптону, у его роуди за 60 фунтов стерлингов. Первой композицией, записанной с этой гитарой, стал сингл «Emmaretta». В период между записью альбомов Deep Purple In Rock и Fireball Блэкмор полностью переключился на Stratocaster. Это было довольно сложно сделать, поскольку, по словам Ричи, гораздо легче переходить через струны на Gibson. У Fender струны сильнее сопротивляются пальцам, поэтому приходится немного бороться с ними. Но он остался с Fender, потому что «был так захвачен их звуком, особенно когда они были в паре с wah-wah».
Примерно в то же время Блэкмор одним из первых стал применять скаллопирование гитарного грифа. Ричи вспоминал: «Гриф у Fender Stratocaster показался мне слишком гладким, когда я впервые его получил. Вероятно, это было потому, что у Fender были более тонкие лады, чем у Gibson. Поэтому, когда я извлекал ноту, я обнаружил, что мой палец как бы соскользнул со струны. Так что я подумал, что если я сделаю гриф более вогнутым, я смогу схватить его сильнее. Я не знал никого другого, кто делал это до меня. Я не думал, что кто-то еще был настолько глуп, чтобы провести три дня, натирая гитару».
В начале карьеры Блэкмор использовал гитарные усилители Vox AC30. Затем в начале 1970-х годов инженеры фирмы Marshall по просьбе Блэкмора модифицировали его усилитель — они поставили дополнительную выходную ступень в один из своих 200-ваттных усилителей Marshall Major, что дало ему более мощный звук, немного более искаженный. Эта дополнительная выходная ступень превратила 200-ваттную модель в 280-ваттную. Так что в течение первых пяти лет хард-роковой эпохи Deep Purple — с 1970-го по 1975-й — у Блэкмора был самый громкий усилитель в мире. С середины 1990-х после возрождения группы Rainbow он стал использовать более компактные усилители немецкой фирмы Engl.
Ричи не является сторонником использования гитарных эффектов, считая, что чем больше оборудования на сцене, тем чаще «что-то может пойти не так». Тем не менее в 1969—1973 годах он использовал гитарный бустер Hornby-Skewes. Джон Лорд также использовал этот бустер для своего органа Hammond. Характерный искажённый звук пары орган-гитара можно услышать на знаменитом хите Deep Purple «Smoke on the Water».

## Влияние и наследие
Ричи Блэкмор стал пионером в использовании гармонической минорной гаммы в хард-роке в 1970-х годах, фактически заложив основу для музыкального жанра неоклассический метал, и вдохновителем для многих исполнителей, выступающих в стиле гитарного шреда.
«Ричи ещё тогда был источником тайны и восхищения — никто не мог так играть в те дни», — сказал гитарист группы Queen Брайан Мэй. «Дело не только в скорости — были и другие люди, которые могли играть быстро… но они не Ричи Блэкмор».
Американский музыковед Роберт Уолсер считает, что Ричи Блэкмор был самым важным музыкантом зарождающегося в конце 1960-х — начале 1970-х жанра метал/классика-фьюжн. Хотя он вряд ли был первым рок-гитаристом, использующим классические приёмы в своей игре, он сильно повлиял на других гитаристов; для многих из них Блэкмор продемонстрировал первое действительно впечатляющее, захватывающее слияние рока и классической музыки. По мнению музыкального критика Стива Розена из журнала Guitar Player, шред-соло Ричи Блэкмора с оттенком барокко делают его отцом современного прогрессивного и классического метала, а его пауэр-аккорды в песнях Deep Purple создали огромный прецедент для роли ритм-гитаристов в менее артикулированных формах тяжелого рока.
Его влияние отмечают многие ведущие гитаристы периода 1970-х — 1990-х годов: Эдди Ван Хален, Ингви Мальмстин, Рэнди Роадс, Закк Уайлд, Кирк Хэмметт, Дэйв Мастейн, Адриан Ванденберг, Джо Стамп, Винни Мур, Лита Форд, Эдриан Смит, Фил Коллен, Вольф Хоффманн, Яник Герс, Джон Норум, Керри Кинг, Гэри Холт, Акира Такасаки, Бьорн Гелотте, Фредрик Окессон, Билли Корган, Макс Кавалера, Ричи Фолкнер, Микаэль Окерфельдт, Аксель Руди Пелль, Кико Лорейро, Томми Тейер, Грэм Оливер, Джими Белл, Стюарт Смит и другие.
В 2017 году самый известный гитарный рефрен Блэкмора в треке «Smoke on the Water» возглавил рейтинг величайших гитарных риффов всех времён по результатам опроса World Guitar Day, а сама песня была включена в Зал славы премии «Грэмми».
В 2022 году сразу пять гитарных соло Блэкмора времён Deep Purple и Rainbow вошли в список «75 величайших гитарных соло всех времён» по итогам голосования слушателей британской радиостанции Planet Rock.

## Дискография
| | | |
| Deep Purple | Rainbow | Blackmore's Night |
| - Shades of Deep Purple (1968) - The Book of Taliesyn (1968) - Deep Purple (April) (1969) - Concerto for Group and Orchestra (1969) - In Rock (1970) - Fireball (1971) - Machine Head (1972) - Who Do We Think We Are! (1973) - Burn (1974) - Stormbringer (1974) - Perfect Strangers (1984) - The House of Blue Light (1987) - Slaves and Masters (1990) - The Battle Rages on... (1993) | - Ritchie Blackmore’s Rainbow (1975) - Rising (1976) - Long Live Rock'n'Roll (1978) - Down to Earth (1979) - Difficult to Cure (1981) - Straight Between the Eyes (1982) - Bent out of Shape (1983) - Stranger in Us All (1995) | - Shadow of the Moon (1997) - Under a Violet Moon (1999) - Fires at Midnight (2001) - Ghost of a Rose (2003) - The Village Lanterne (2006) - Winter Carols (2006) - Secret Voyage (2008) - Autumn Sky (2010) - Dancer and the Moon (2013) - All Our Yesterdays (2015) - Nature's Light (2021) |